# Кам'янська сільська рада (Іршавський район)
| Кам'янська сільська рада — колишній орган місцевого самоврядування у Іршавському районі Закарпатської області з адміністративним центром у с. Кам'янське. Камянська сільська рада розташована здебільшого на рівнинній території. Сільській раді були підпорядковані населені пункти: - с. Кам'янське - с. Богаревиця - с. Воловиця - с. Хмільник |

## Склад ради
Рада складалася з 20 депутатів та голови.

## Керівний склад сільської ради
| ПІБ                       | Основні відомості                                                                         | Дата обрання | Дата звільнення |
| ------------------------- | ----------------------------------------------------------------------------------------- | ------------ | --------------- |
| Гангур Валерій Степанович | Сільський голова, 1975 року народження, освіта, безпартійний                              | 26.03.2006   | 31.10.2010      |
| Гангур Валерій Степанович | Сільський голова, 1975 року народження, освіта середня загальна, член партії Єдиний Центр | 31.10.2010   |                 |

Примітка: таблиця складена за даними джерела

## Архітектурні та історичні пам'ятки
- статуя Пресвятої Богородиці
- памятник Воїнам-визволителям

За переказами старожилів існує легенда про те, що в с. Богаревиця церковний дзвін для збудованої дерев'яної церкви було відлито за наказом Ярослава Мудрого із срібла з руським написом із 1034 року.

## Видатні вихідці
- Балега Ю. І. — український письменник кандидат філологічних наук
- Русин О. І. (с. Богаревиця) — кандидат економічних наук.

## Населення
Згідно з переписом УРСР 1989 року чисельність наявного населення сільської ради становила 3156 осіб, з яких 1502 чоловіки та 1654 жінки.
За переписом населення України 2001 року в сільській раді мешкала 3081 особа.

### Мова
Розподіл населення за рідною мовою за даними перепису 2001 року:
| Мова       | Відсоток |
| ---------- | -------- |
| українська | 99,13 %  |
| російська  | 0,61 %   |
| молдовська | 0,03 %   |
| угорська   | 0,03 %   |
| інші       | 0,20 %   |